# Chet Powers
Chester William Powers, Jr. (7. října 1937, New York City, New York, USA – 16. listopadu 1994) byl americký zpěvák, kytarista a hudební skladatel. V letech 1969-1979 byl členem skupiny Quicksilver Messenger Service, se kterou vystupoval pod jménem Dino Valente.